# Famille Nyáry
La famille Nyáry de Bedegh et Berencs (en hongrois : bedeghi és berencsi Nyáry család) est une famille aristocratique hongroise.

## Origines
Le premier ancêtre connu de la famille est János Nyáry, cité en 1329 à titre de représentant fiduciaire royal. La famille est en ligne continue à partir du XVe siècle. Le premier membre éminent est Gál, officier et membre de la cour du roi Matthias, főispán de Somogy. Ferenc est récompensé pour sa bravoure par le titre de baron en 1535. Une autre branche est également élevée au rang de baron (1573) puis à celui de comte (1632).

## Membres notables
- Ferenc Nyáry (hu) (1500-1551), officier de hussard, il est récompensé pour sa bravoure - face aux turcs - par le titre de baron en 1535 et par de nombreux domaines et châteaux, dont Berencs et Korlátkő. Il fut főispán de Hont, grand écuyer et grand capitaine du royaume.
- Lőrinc Nyáry (hu) (1515-1559), főispán de Hont, gardien de la Couronne (koronaőr).
- comte Pál Nyáry (1550-1607), général, maître de la Cour du prince Étienne II Bocskai.
- comte István Nyáry (hu) (1585-1643), maître des portes du royaume, grand capitaine de Haute-Hongrie.
- baronne Krisztina Nyáry (hu) (1604-1641), épouse du palatin de Hongrie Miklós Esterházy (hu) et mère du prince Paul Ier Esterházy.
- comte Rudolf Nyáry (hu) (1828-1900), chanoine d'Esztergom, écrivain et théologien.
- comte Ernő Nyáry (hu) (1906-1987), moine carmélite, archevêque de Bagdad.
- comte János Nyáry, président fondateur (1994) de l'Association Hongroise des Familles Historiques (MTCSE, équivalent de l'ANF).